# Bäckärtmussla
Bäckärtmussla (Pisidium pulchellum) är en musselart som beskrevs av Leonard Jenyns 1832. Bäckärtmussla ingår i släktet Pisidium, och familjen ärtmusslor. Arten är reproducerande i Sverige.

## Bildgalleri

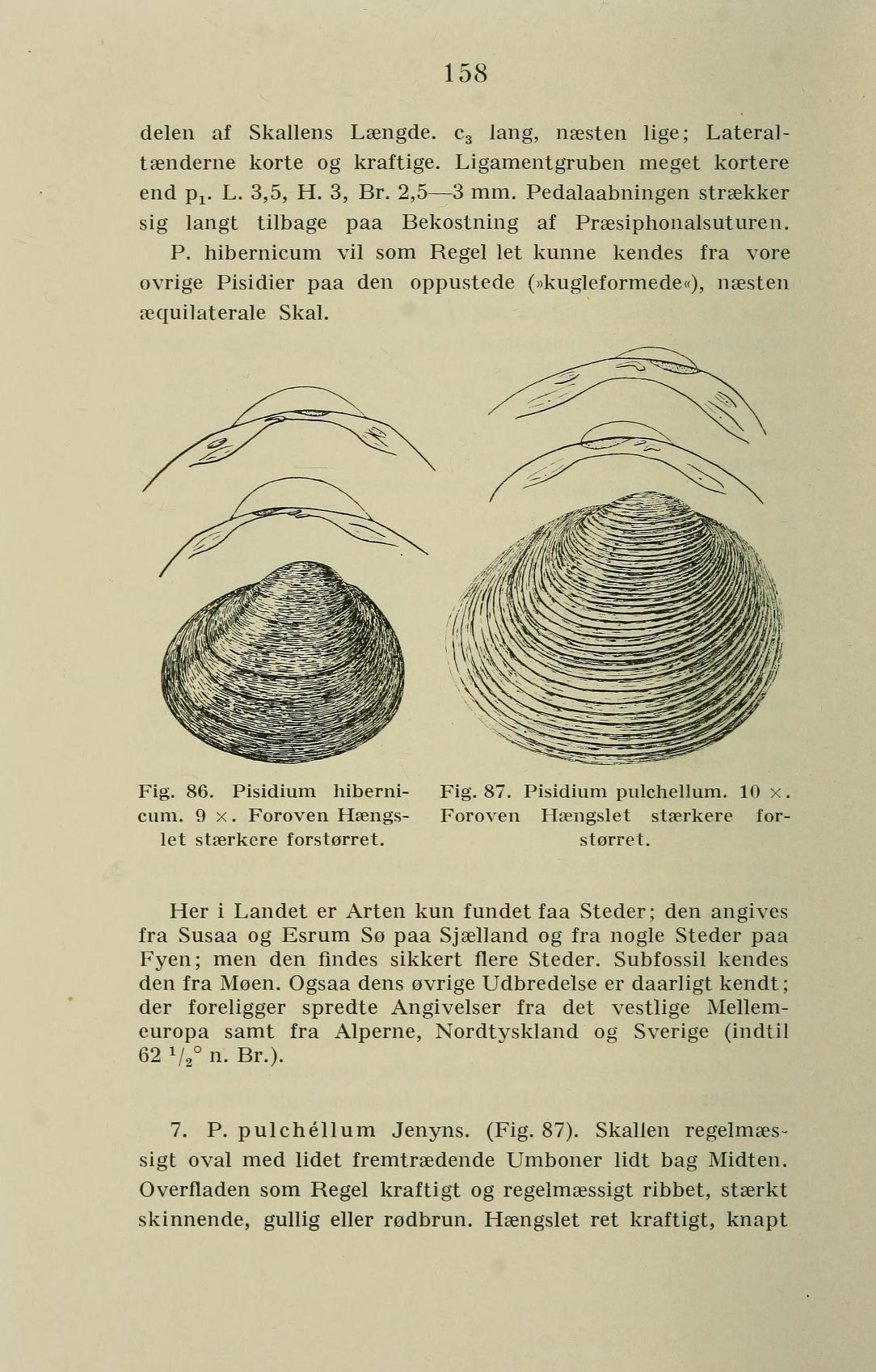